# Pero caliginosa
Pero caliginosa là một loài bướm đêm trong họ Geometridae.